# 62. National Hockey League All-Star Game
Das 62. National Hockey League All-Star Game fand am 29. Januar 2017 im Staples Center in Los Angeles, Kalifornien statt. Gastgeber waren die Los Angeles Kings, die das All-Star Game somit zum dritten Mal seit 1981 und 2002 austrugen. Die Metropolitan Division gewann das im gleichen Format wie im Vorjahr ausgetragene All-Star Game durch Siege über die Atlantic (10:6) sowie die Pacific Division (4:3) im Finale. Zudem stellte sie in Wayne Simmonds den MVP des All-Star Game.

## Modus
Im Vorfeld des NHL All-Star Games wurden vier Mannschaften gebildet, die jeweils nur aus Spielern einer Division bestehen. Dabei wurde jeweils ein Spieler jeder Division mittels einer Fan-Abstimmung ausgewählt, der zugleich als Mannschaftskapitän fungiert. Nach der Kontroverse um John Scott im Vorjahr gab die Liga in diesem Jahr jedoch die Spieler vor, aus denen die Fans wählen konnten. Die weiteren zehn Spieler der elf Mann starken Kader (sechs Stürmer, drei Verteidiger, zwei Torhüter) wurden direkt von der NHL bestimmt, wobei jedes der 30 Franchises mit mindestens einem Akteur vertreten ist. In der Fan-Abstimmung setzten sich Carey Price, Sidney Crosby, P. K. Subban und Connor McDavid durch und führen ihre Mannschaften somit als Spielführer an. Als Teamchefs wurden automatisch die Trainer nominiert, die mit ihren Mannschaften den besten Punkteschnitt in der jeweiligen Division aufweisen (Stichtag 10. Januar 2017). Dies waren Michel Therrien, John Tortorella, Bruce Boudreau und Peter DeBoer, wobei Tortorella wenige Tage vor dem All-Star Game aus familiären Gründen absagte und durch Wayne Gretzky ersetzt wurde. Gretzky war, wie viele andere Persönlichkeiten des Eishockeysports ebenso, bei den All-Star-Feierlichkeiten anwesend, weil die NHL zu ihrem hundertjährigen Bestehen mit den „NHL100“ die 100 besten Spieler der letzten 100 Jahre ehrte.
Wie im Vorjahr wurden zwei Halbfinals ausgetragen, um die Finalteilnehmer zu ermitteln. Jedes der drei Spiele wurde dabei im 3-gegen-3-Modus über jeweils 20 Minuten Spielzeit ausgetragen. Im Falle eines Unentschiedens nach regulärer Spielzeit hätte direkt ein Shootout gefolgt.

## Skills Competition
Wie bereits in den Austragungen zuvor fand auch in diesem Jahr am Tag vor dem eigentlichen All-Star Game die Honda NHL All-Star Skills Competition statt, bei der die Spieler in einzelnen Wettbewerben gegeneinander antreten. Neu war beim NHL All-Star Game 2017 jedoch, dass sich die Division mit den meisten Punkten in der Skills Competition ihren Gegner im Halbfinale aussuchen durfte. Sieger wurde die Atlantic Division, die als Gegner die Metropolitan Division wählte, sodass der auf die beiden Conferences aufgeteilte Spielplan des letzten Jahres erhalten blieb. Während Shea Weber zum dritten Mal in Folge den härtesten Schuss abgab (ca. 165 km/h), unterbot Connor McDavid als schnellster Läufer eine von Mike Gartner gehaltene Bestzeit aus dem NHL All-Star Game 1996. Den präzisesten Schuss hatte Sidney Crosby.

## Kader
Abkürzungen:
Nat. = Nationalität; Pos. = Position mit C = Center, LW = linker Flügel, RW = rechter Flügel, D = Verteidiger, G = Torwart
Legende:
* – Spieler, die nachträglich als Ersatz nominiert wurden
(R) – Rookies
| #           | Nat.                      | Spieler             | Pos. | Team                  |
| Torhüter    |                           |                     |      |                       |
| 31          | Kanada                    | Carey Price – C     | G    | Canadiens de Montréal |
| 40          | Finnland                  | Tuukka Rask         | G    | Boston Bruins         |
| Verteidiger |                           |                     |      |                       |
| 6           | Kanada                    | Shea Weber          | D    | Canadiens de Montréal |
| 65          | Schweden                  | Erik Karlsson       | D    | Ottawa Senators       |
| 77          | Schweden                  | Victor Hedman       | D    | Tampa Bay Lightning   |
| Angreifer   |                           |                     |      |                       |
| 21          | Vereinigte Staaten        | Kyle Okposo         | RW   | Buffalo Sabres        |
| 21          | Vereinigte Staaten        | Vincent Trocheck    | C    | Florida Panthers      |
| 34          | Vereinigte Staaten Mexiko | Auston Matthews (R) | C    | Toronto Maple Leafs   |
| 51          | Danemark                  | Frans Nielsen       | C    | Detroit Red Wings     |
| 63          | Kanada                    | Brad Marchand       | LW   | Boston Bruins         |
| 86          | Russland                  | Nikita Kutscherow   | RW   | Tampa Bay Lightning   |

| #           | Nat.               | Spieler              | Pos. | Team                  |
| Torhüter    |                    |                      |      |                       |
| 70          | Kanada             | Braden Holtby        | G    | Washington Capitals   |
| 72          | Russland           | Sergei Bobrowski     | G    | Columbus Blue Jackets |
| Verteidiger |                    |                      |      |                       |
| 3           | Vereinigte Staaten | Seth Jones           | D    | Columbus Blue Jackets |
| 27          | Vereinigte Staaten | Justin Faulk         | D    | Carolina Hurricanes   |
| 27          | Vereinigte Staaten | Ryan McDonagh        | D    | New York Rangers      |
| Angreifer   |                    |                      |      |                       |
| 8           | Russland           | Alexander Owetschkin | LW   | Washington Capitals   |
| 9           | Kanada             | Taylor Hall          | LW   | New Jersey Devils     |
| 13          | Vereinigte Staaten | Cam Atkinson*        | RW   | Columbus Blue Jackets |
| 17          | Kanada             | Wayne Simmonds       | RW   | Philadelphia Flyers   |
| 87          | Kanada             | Sidney Crosby – C    | C    | Pittsburgh Penguins   |
| 91          | Kanada             | John Tavares         | C    | New York Islanders    |

| #           | Nat.               | Spieler             | Pos. | Team                |
| Torhüter    |                    |                     |      |                     |
| 40          | Kanada             | Devan Dubnyk        | G    | Minnesota Wild      |
| 50          | Kanada             | Corey Crawford      | G    | Chicago Blackhawks  |
| Verteidiger |                    |                     |      |                     |
| 2           | Kanada             | Duncan Keith        | D    | Chicago Blackhawks  |
| 20          | Vereinigte Staaten | Ryan Suter          | D    | Minnesota Wild      |
| 76          | Kanada             | P. K. Subban – C    | D    | Nashville Predators |
| Angreifer   |                    |                     |      |                     |
| 19          | Kanada             | Jonathan Toews      | C    | Chicago Blackhawks  |
| 29          | Finnland           | Patrik Laine (R)    | RW   | Winnipeg Jets       |
| 29          | Kanada             | Nathan MacKinnon    | C    | Colorado Avalanche  |
| 88          | Vereinigte Staaten | Patrick Kane        | RW   | Chicago Blackhawks  |
| 91          | Kanada             | Tyler Seguin        | C    | Dallas Stars        |
| 91          | Russland           | Wladimir Tarassenko | RW   | St. Louis Blues     |

| #           | Nat.                      | Spieler            | Pos. | Team              |
| Torhüter    |                           |                    |      |                   |
| 31          | Kanada                    | Martin Jones       | G    | San Jose Sharks   |
| 41          | Kanada                    | Mike Smith         | G    | Arizona Coyotes   |
| Verteidiger |                           |                    |      |                   |
| 4           | Vereinigte Staaten Kanada | Cam Fowler         | D    | Anaheim Ducks     |
| 8           | Kanada                    | Drew Doughty       | D    | Los Angeles Kings |
| 88          | Kanada                    | Brent Burns        | D    | San Jose Sharks   |
| Angreifer   |                           |                    |      |                   |
| 8           | Vereinigte Staaten        | Joe Pavelski       | C    | San Jose Sharks   |
| 13          | Vereinigte Staaten        | Johnny Gaudreau    | LW   | Calgary Flames    |
| 17          | Vereinigte Staaten        | Ryan Kesler        | C    | Anaheim Ducks     |
| 53          | Kanada                    | Bo Horvat          | C    | Vancouver Canucks |
| 77          | Kanada                    | Jeff Carter        | C    | Los Angeles Kings |
| 97          | Kanada                    | Connor McDavid – C | C    | Edmonton Oilers   |

### Nachnominierte Spieler
Folgende Spieler wurden ursprünglich für das All-Star Game nominiert, nahmen in der Folge jedoch verletzungsbedingt nicht teil:
| Nat.     | Name           | Team                | Pos. | Ersatz       |
| Russland | Jewgeni Malkin | Pittsburgh Penguins | C    | Cam Atkinson |

## All-Star Game

### Spielplan
|  | Halbfinale            | Halbfinale |                  |                       | Finale | Finale |
|  |                       |            |                  |                       |        |        |
|  |                       |            |                  |                       |        |        |
|  | Central Division      | 3          |                  |                       |        |        |
|  | Pacific Division      | 10         |                  |                       |        |        |
|  |                       |            | Pacific Division | 3                     |        |        |
|  |                       |            |                  | Metropolitan Division | 4      |        |
|  | Atlantic Division     | 6          |                  |                       |        |        |
|  | Metropolitan Division | 10         |                  |                       |        |        |
|  |                       |            |                  |                       |        |        |

### Halbfinale
| 29. Januar 2017 13.00 Uhr (Ortszeit) | Team Central Jonathan Toews (7:07) P. K. Subban (12:14) Wladimir Tarassenko (14:39) | 3:10 (1:5, 2:5) Spielbericht | Team Pacific Cam Fowler (2:57) Jeff Carter (3:39) Connor McDavid (7:13) Brent Burns (8:00) Drew Doughty (9:49) Johnny Gaudreau (12:33) Joe Pavelski (14:15) Ryan Kesler (15:43) Bo Horvat (16:29) Johnny Gaudreau (16:42) | Staples Center, Los Angeles, Kalifornien Zuschauer: 18.242 |

| 29. Januar 2017 14.00 Uhr | Team Atlantic Nikita Kutscherow (4:06) Victor Hedman (6:30) Erik Karlsson (7:13) Auston Matthews (10:50) Nikita Kutscherow (13:15) Vincent Trocheck (18:54) | 6:10 (3:3, 3:7) Spielbericht | Team Metropolitan Wayne Simmonds (2:12) Wayne Simmonds (4:49) John Tavares (8:45) John Tavares (11:31) Seth Jones (11:45) Taylor Hall (11:50) Sidney Crosby (16:26) Cam Atkinson (16:35) Cam Atkinson (17:45) Alexander Owetschkin (19:59) |  |

### Finale
| 29. Januar 2017 15.00 Uhr | Team Pacific Joe Pavelski (0:22) Connor McDavid (4:40) Bo Horvat (7:52) | 3:4 (3:2, 0:2) Spielbericht | Team Metropolitan Seth Jones (1:25) Justin Faulk (4:09) Cam Atkinson (14:57) Wayne Simmonds (15:02) |  |